# Fouad Naceri
Pour les articles homonymes, voir Naceri.
Fouad Naceri est un footballeur algérien né le 9 mai 1983 à Béjaïa. Il évoluait au poste d'attaquant.

## Biographie
Il évolue en Division 1 avec les clubs de la JSM Béjaïa et du MC Oran.

## Palmarès
MC El Eulma
- Championnat d'Algérie D2 (1) :
  - Champion : 2007-08.